# Światowy Dzień Walki z Pustynnieniem i Suszą
Światowy Dzień Walki z Pustynnieniem i Suszą – ogłoszony przez Zgromadzenie Ogólne ONZ 30 stycznia 1995 roku (rezolucja 49/115). Na dzień obchodów wyznaczono 17 czerwca. 

## Historia
Na przełomie lat 60. i 70. w Afryce Subsaharyjskiej wystąpiła susza, która pochłonęła ponad 200 tysięcy ludzi i miliony zwierząt. 

W 1977 roku, na Konferencji Narodów Zjednoczonych dotyczącej Pustynnienia (United Nations Conference on Desertification, UNCOD) w Nairobi, po raz pierwszy uznano proces rozprzestrzeniana się obszarów pustynnych, jako problem światowy oraz przyjęto plan działań do walki z pustynnieniem. Rok 2006 Zgromadzenie Ogólne ogłosiło Międzynarodowym Rokiem Pustyń i Pustynnienia

## Obchody
Celem obchodów Dnia jest zwrócenie uwagi na sposoby zapobiegania przed pustynnieniem i suszą. Zgromadzenie wezwało państwa, by wykorzystały ten czas do pogłębienia świadomości na temat potrzeby międzynarodowej współpracy w zakresie zwalczania zjawiska pustynnienia i skutków suszy oraz realizacji postanowień Konwencji Narodów Zjednoczonych w sprawie zwalczania pustynnienia w krajach poważnie dotkniętych suszą i/lub pustynnieniem, zwłaszcza w Afryce.
 Konwencja została przyjęta w Paryżu 17 czerwca 1994, i podpisana tamże 14 października, w imieniu Wspólnoty Europejskiej. Polska przyjęła Konwencję 17 listopada 2001 roku.